# Bitka za Sjenicu
Bitka za Sjenicu (22. prosinca 1941.) vođena je između napadačkih jugoslavenskih partizana s jedne, i sandžačkih obrambenih snaga s druge strane. Sukob je vođen na talijanskom interesnom području.

## Pozadina
Početkom Drugog svjetskog rata, teritorij Sandžaka je bio želja svih zaraćenih strana. Žitelji Sandžaka su željeli da se teritorij priključi NDH, u strahu od zločina koji su četnici činili nad muslimanskim stanovništvom. S druge strane, nacistička Njemačka je željela to područje staviti pod svoju okupacijsku zonu, Talijani su željeli kontrolu nad cijelim Sandžakom, a Albanci su ga željeli anektirati u sastav Velike Albanije. Četnici i partizani su ga također svojatali u planovima Velike Srbije, odnosno Jugoslavije. Osnivanjem pro-talijanske crnogorske vlade u srpnju 1941. godine, područje Sjenice je ušlo u sastav Crne Gore.
Hasan Zvizdić je bio dobrostojeći muslimanski trgovac iz Sjenice. Postavši gradonačelnikom, naoružao je i organizirao mnoge muslimanske milicije tokom rata. U prosincu 1941. godine Zvizdić je odbio dopustiti ulazak partizanima jer je bio u strahu od pokolja kojeg bi izveli četnici, Nijemci i Talijani da je kojim slučajem prepustio grad partizanima. Pod svojom kontrolom je imao oko 5000 muslimana organiziranih u milicije te je zaprijetio, i četnicima, i partizanima da će ih iskoristiti ako napadnu Sjenicu. Prema povjesničaru Milutinu Živkoviću, Zvizdić je zapravo bio zabrinut da bi napadom partizana propali njegovi profitabilni ugovori od opskrbljivanja snaga osovinskih sila.

## Uvod
Partizanske vojne formacije koje su napale grad su se sastojale od pripadnika druge Takovljanske jedinice kojom je zapovijedao Tadija Andrić, dio boraca je došao iz Beograda, a dio je bio iz Srpsko-Sandžačke jedinice kojom su zapovijedali Vladimir Knežević i Petar Stambolić. Beogradski borci su se protivili napadu na grad, ali su preglasani.
Dana 23. studenog 1941. godine partizani su zarobili i pogubili nakoliko četničkih zapovjednika kod gradića Nova Varoš. Takvo postupanje partizana je kompromitiralo njihovu borbu u očima srpskog stanovništva te je to dovelo do stvaranja animoziteta prema partizanima među Srbima iz Sjenice. Mnogi Srbi su se tada priključili muslimanskim milicijama u obrani od partizanskog napada.

## Bitka
Napad na Sjenicu je započeo 22. prosinca 1941. godine u 4:30 sati ujutro. Temperatura je bila oko −20°C, a snježni nanosi su bili oko metar visoki. Partizani su napali grad iz tri smjera. U početku, Beogradska jedinica je uspjela prodrijeti u grad i zauzeti njegovo središte. Partizanske jedinice su naletjele na snažan otpor i jaku neprijateljsku vatru u periodu od 8-10 sati, a čak je i lokalno civilno stanovništvo dalo svoj doprinos prolijevajući vruću vodu na partizane. Beograđani su se oko 11 sati povukli iz grada, a tek su dan poslije došli do svojeg uporišta u Novoj Varoši, jer su za sobom povlačili i svoja četiri teško ranjena suborca.
Ostale dvije napadačke jedinice su zaustavljene u startu te je relativno lako odbačen njihov napad na periferijama grada. Uz Zvizdićevu jedinicu, grad su branili pripadnici muslimanskih milicija iz Prijepolja, koje su bile pod zapovjedništvom Sulejmana Pačariza te jedinice iz Tutina kojom je zapovijedao Džemail Koničanin, njemački saveznik. 
Tokom napada na grad, život je izgubio Tadija Andrić, vođa druge Takovljanske jedinice.

## Poslije napada
Josip Broz Tito je kritizirao napad na Sjenicu, rekavši da je napad bio suprotan naredbama vrhovne komande.